# Utbildning i Massachusetts
Utbildning i Massachusetts har en lång tradition. Den 23 april 1635 grundades Boston Latin School, vilket gör den till den äldsta skolan i Nordamerika. Massachusetts var på den tiden en del av Brittiska Nordamerika, som 1776 förklarade sig som den självständiga staten USA. 1647 kom en lag om att alla förvaltningsområden i Massachusetts skulle anställa en lärare eller bygga en skola. Föräldrarna till eleverna fick betala. Detta skrevs in i Massachusetts konstitution 1789. Orten Rehoboth har utropats som "födelseort" för utbildning i Nordamerika.
1852 blev Massachusetts första delstat i USA att införa obligatorisk skola.
I Massachusetts finns flera av USA:s stora lärosäten, däribland ett flertal kända universitet. Bland annat märks Harvard University och Massachusetts Institute of Technology (MIT). Vidare finns det delstatliga University of Massachusetts, flera Community Colleges samt en rad privata universitet och liberal arts colleges.